# 男聲合唱
男聲合唱是指一种只有男聲的合唱，屬於同聲合唱。
男聲合唱的聲部分配一般來說是由第一男高音（Tenor 1）、第二男高音（Tenor 2）、男中音及男低音所構成，常簡寫為“TTBB”。如果是「理髮店式」合唱音樂（Barbershop music （页面存档备份，存于））中的第一男高音，由於常使用假聲男高音（Falsetto Tenor）的技巧唱歌，跟女中音的音域重疊，故也有可能簡寫為“FTBB”及“ATBB”。
男聲合唱的曲子是十分多元化的：包括艾爾噶的《五首無伴奏男聲合唱曲——選自希臘詩集》（Five unaccompanied part-songs from the Greek Anthology, Opus 45）、沃爾夫的《三首無伴奏男聲合唱曲》（Drei Lieder für Männerchor A Cappella, Op.13）、孟德爾頌的《兩首宗教男聲合唱曲》（Zwei geistliche Männerchor, Op. 115）、舒伯特的《四首無伴奏男聲合唱曲》和李斯特的《安魂曲》等。另外，許多中國藝術歌曲也是純男聲合唱，如：《大江東去》《滿江紅》《勇士骨》《月夜愁》和清唱劇《長恨歌》等。